# Сигурд
Сигурд (на старонорвежки: Sigurðr) е легендарен герой от скандинавската митология, както и централна фигура в сагата „Вьолсунг“. Най-ранните запазени сведения за легендата идват под формата на изображения от седем рунически камъка в Швеция.
Като Зигфрид (Siegfried) е един от героите в германската „Песен за Нибелунгите“ и във вагнеровите опери Зигфрид и Залезът на боговете.
Като Сивард Снаренсвен е герой в няколко от средновековните скандинавски балади.
Името Сигурд (Sigurðr) не е същото като немското Зигфрид (Siegfried). Еквивалентът на Зигфрид на старонорвежки би бил Зигфрод(р) (Sigfroðr). Сивард (Sivard) е вариант на името Сигурд. Във всички тези имена се съдържа първият елемент Sig-, което означава победа.

## Сага Вьолсунг
В сагата Вьолсунг Сигурд е посмъртният син на Зигмунд и втората му съпруга Хьордис. Зигмунд умира в битка, когато напада Один (преобразен), който му разбива меча. Умирайки Зигмунд казва на Хьордис за бременността ѝ и завещава останките от меча на неродения си син.